# Bardoayts
Bardoayts – według katalogu Hieronima Maleckiego staropruski opiekun żeglarzy; w rzeczywistości przydomek i jedna z hipostaz boga magii Patrimpsa-Andaja. 